# Хаэцни, Эльяким

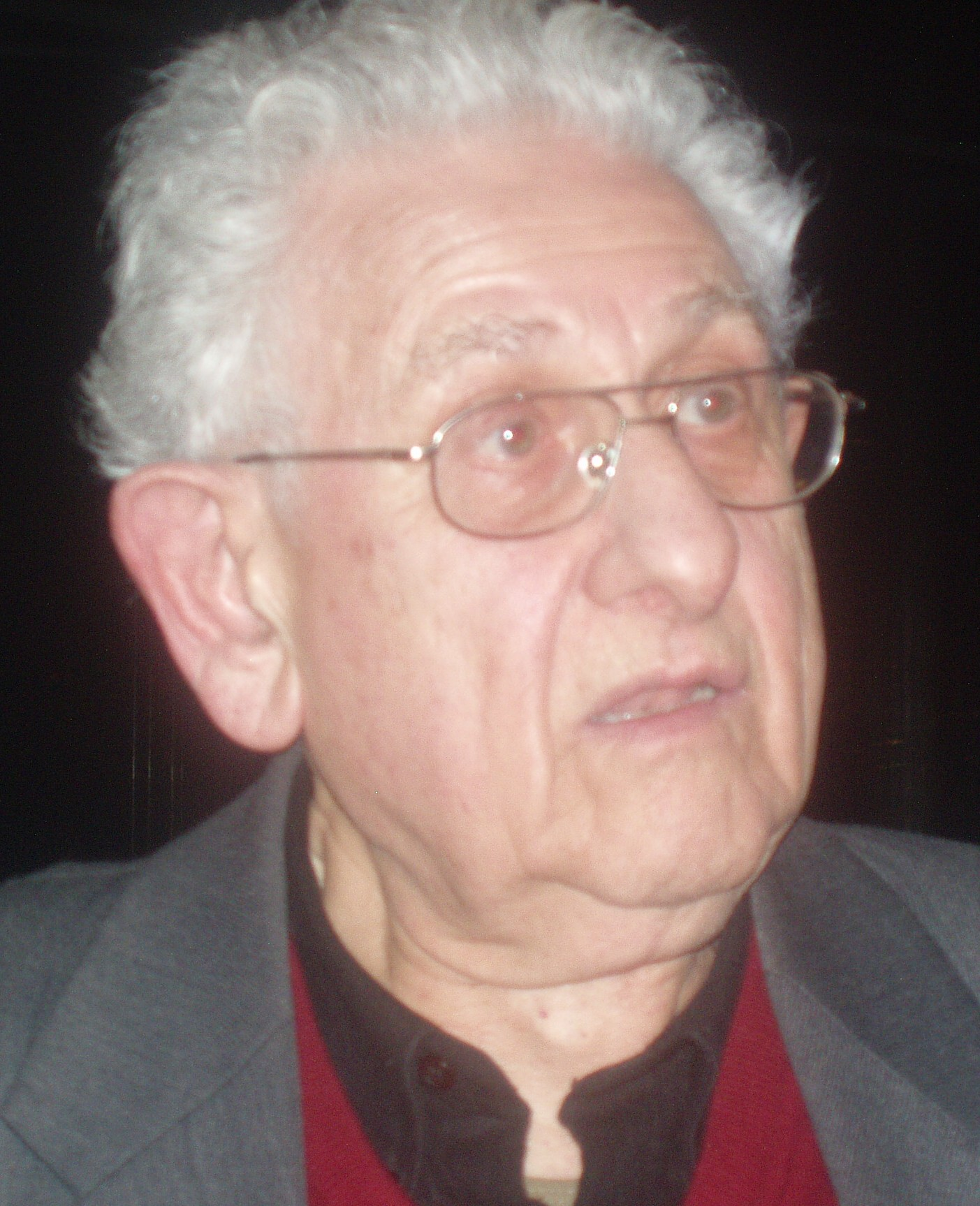
Эльяким Хаэцни в 2012 году

Эльяким Хаэцни (ивр. אליקים העצני‎, имя при рождении Георг Бомбах; 22 июня 1926, Киль, провинция Шлезвиг-Гольштейн — 18 сентября 2022, Иерусалим) — израильский юрист и политик-националист, член кнессета от партии «Тхия» в 1990—1992 годах, член Совета поселений Иудеи и Самарии.

## Биография
Георг Бомбах родился в Киле (Германия) в 1926 году. В конце 1938 года родители Георга вместе с ним и его сестрой сумели эмигрировать из нацистской Германии в подмандатную Палестину.
В Палестине примкнул к молодёжной организации социалистической сионистской партии МАПАЙ, а в 1943 году вступил в организацию самообороны «Хагана». Во время Войны за независимость Израиля попал в Иерусалиме под иорданскую бомбёжку и был тяжело ранен. Проведя полтора года в госпиталях, уволился из вооружённых сил Израиля по инвалидности.
Окончил религиозную учительскую семинарию им. Лифшица в Иерусалиме, а затем, с отличием, — Еврейский университет в Иерусалиме, получив в 1954 году лицензию адвоката. Активно занимался общественной работой — помощью в приёме репатриантов, борьбой с коррупцией. В рамках последней стал в 1954 году одним из основателей общественного движения «Шурат ха-Митнадвим» (ивр. שורת המתנדבים‎ — «Строй добровольцев») и участвовал в качестве ответчика в судебном процессе по иску Амоса Бен-Гуриона — сына Давида Бен-Гуриона и бывшего высокопоставленного офицера полиции — о клевете. Обвинительный приговор против «Шурат ха-Митнадвим» был опротестован в Верховном суде, снявшем с организации часть обвинений. В годы борьбы с коррупцией Хаэцни официально вышел из партии МАПАЙ.
В 1961 году Хаэцни открыл адвокатскую контору в Тель-Авиве, а после Шестидневной войны стал активистом поселенческого движения и в 1972 году, после основания рядом с Хевроном поселения Кирьят-Арба, перенёс свою адвокатскую практику туда. Семья Хаэцни стала первой нерелигиозной семьёй, поселившейся в Кирьят-Арба. Как вспоминает сам Хаэцни, в последующие годы доля арабов среди его клиентов доходила до 90 %. В дальнейшем Хаэцни входил в состав Совета поселений Иудеи и Самарии и руководство националистической партии «Тхия», фракцию которой представлял в кнессете с 1990 по 1992 год в рамках ротации состава. В кнессете входил в комиссии по иностранным делам и обороне, внутренним делам и экологии и по делам государственного контролёра.
В браке у Хаэцни родились четверо детей — сыновья Боаз, Надав и Ишай и дочь Тамар. Даже после достижения 80-летнего возраста активно занимался журналистикой, был постоянным колумнистом газеты «Едиот ахронот» и сайта радиостанции «Седьмой канал». Умер в возрасте 96 лет в сентябре 2022 года в больнице «Хадасса — Эйн-Карем», похоронен в Хевроне рядом с женой.

## Политические взгляды
Хотя политический путь Эльякима Хаэцни начинался в социалистической партии МАПАЙ, со временем он эволюционировал к правонационалистическим взглядам. Он проживал в израильском поселении Кирьят-Арба на Западном берегу Иордана, рядом с Хевроном, входил в Совет поселений Иудеи и Самарии и ЦК партии «Тхия».
По словам самого Хаэцни, после Шестидневной войны он, бывший «мапайник», понял, что закончилась одна эпоха и началась другая. К этому времени он, будучи вначале знаком с религиозными сионистами только в виде функционеров партии МАФДАЛ — партии истеблишмента и, как и любой истеблишмент, порой коррумпированной — познакомился с активистами движения «Бней Акива», приверженцами идей раввина А. И. Кука, для которых Земля Израильская представляет не политическую, а религиозную ценность. Хаэцни оказался близок поселенческий энтузиазм религиозных сионистов, похожий на взгляды халуцим — светских сионистов-первопроходцев начала XX века — и самого Хаэцни и отличный от более рациональной, европеизированной националистической идеологии сионистов-ревизионистов. Именно этим рационализмом, отсутствием религиозного преклонения перед Землёй Израильской, Хаэцни объяснял частые переходы бывших членов партии «Ликуд» в левую часть израильского политического спектра.